# Red ljudske osvoboditve
Red ljudske osvoboditve (Red narodne osvododitve; srbohrvaško Orden narodnog oslobođenja) je bilo peto najpomembnejše odlikovanje SFRJ.
Red je z Ukazom o odlikovanjih v NOB 15. avgusta 1943 ustanovil Josip Broz Tito. Predstavljal je odlikovanje za državljanske zasluge, podeljeval pa se je za »posebne zasluge pri organiziranju in vodenju upora ter ustvarjanju in razvijanju Socialistične Federativne Republike Jugoslavije«. Oblikoval ga je kipar Antun Augustinčić leta 1945.

## Zgodovina
V biltenu Vrhovnega štaba NOVJ št. 12–13 (december 1941 in januar 1942) je bila objavljena vzpostavitev »naziva« »narodnega heroja« za »junaške in požrtovalne udeležence NOB«. 15. avgusta 1943  pa je Vrhovni štab Narodnoosvobodilne vojske in partizanskih odredov Jugoslavije z Ukazom o odlikovanjih v narodnoosvobodilni borbi uvedel vojaška odlikovanja: Red narodnega heroja, Red partizanske zvezde I., II. in III. stopnje, Red ljudske osvoboditve, Red hrabrosti ter Red bratstva in enotnosti. 
Red se je nosil na levi strani prsi, na obleko/uniformo pa je bil pritrjen s pomočjo vijaka z matico.